# Mrs. Lirriper's Legacy
Mrs. Lirriper's Legacy è un cortometraggio muto del 1912 diretto e interpretato da Van Dyke Brooke.

## Produzione
Il film fu prodotto dalla Vitagraph Company of America.

## Distribuzione
Distribuito dalla General Film Company, il film - un cortometraggio in una bobina - uscì nelle sale cinematografiche statunitensi il 5 dicembre 1912. Nel Regno Unito, fu distribuito il 20 marzo 1913.